# Gefecht bei Hummelshof
1. Phase: Schwedische Dominanz (1700–1709)
Dänischer Kriegsschauplatz (1700)
Humlebæk • Tönning I 
Livländ./ Estnischer Kriegsschauplatz (1700–1708)
Riga I • Jungfernhof • Varja • Pühhajoggi • Narva • Petschora • Düna • Rauge • Erastfer • Hummelshof • Embach • Tartu • Narva II • Wesenberg I • Wesenberg II
Ingermanländ./ Finnischer Kriegsschauplatz (ab 1701)
Archangelsk • Ladogasee • Nöteborg • Nyenschanz • Newa • Systerbäck • Petersburg • Wyborg I • Porvoo • Newa II • Koporje II • Kolkanpää
Litauisch-weißrussischer Kriegsschauplatz (1702–1706)
Vilnius • Saladen • Jakobstadt • Gemauerthof • Mitau • Grodno I • Olkieniki • Njaswisch • Klezk • Ljachawitschy
Polnischer Kriegsschauplatz (1702–1706)
Klissow • Pułtusk • Thorn • Lemberg • Warschau • Posen • Punitz • Tillendorf • Rakowitz • Praga • Fraustadt • Kalisch 
Russischer Kriegsschauplatz (1708–1709)
Grodno II • Golowtschin • Moljatitschi • Rajowka • Lesnaja • Desna • Baturyn • Koniecpol • Weprik • Opischnja • Krasnokutsk • Sokolki • Poltawa I • Poltawa II
2. Phase: Schweden in der Defensive (1710–1721)
Baltischer und Finnischer Kriegsschauplatz (bis 1714)
Riga II • Wyborg II • Pernau • Kexholm • Reval • Hogland • Pälkäne • Storkyro • Nyslott • Hanko 
Schwed./Norwegischer Kriegsschauplatz (1710–1721)
Helsingborg • Køge-Bucht • Bottnischer Meerbusen • Frederikshald I • Dynekilen-Fjord • Göteborg I • Strömstad • Trondheim • Frederikshald II • Marstrand • Ösel • Göteborg II • Södra Stäket • Grönham • Sundsvall
Norddeutscher Kriegsschauplatz (1711–1716)
Elbing • Wismar I • Lübow • Stralsund I • Greifswalder Bodden I • Stade • Rügen • Gadebusch • Altona • Tönning II • Stettin • Fehmarn • Wismar II • Stralsund II • Jasmund • Peenemünde • Greifswalder Bodden II • Stresow 
Das Gefecht bei Hummelshof (auch als Schlacht von Sagnitz bekannt) war ein Gefecht des Großen Nordischen Krieges. Es fand am 18. Julijul. / 29. Juli 1702greg. zwischen den Armeen des schwedischen Königs Karl XII. und der Armee des Zaren von Russland Peter dem Großen statt. Hummelshof liegt am Kleinen Embach im damaligen schwedischen Livland, heute in Estland. Die russische Armee wurde von Feldmarschall Scheremetew angeführt. Die schwedische Armee kommandierte der Generalmajor von Schlippenbach.

## Vorgeschichte
| \| Gefecht bei Hummelshof \| |
| Lage des Schlachtfeldes      |
| Gefecht bei Hummelshof       |

Zunächst hatte König Karl XII. die schwedischen Positionen im Baltikum bis Ende 1700 erfolgreich verteidigt (vgl. Schlacht bei Narva). Anstatt das geschlagene russische Heer zu verfolgen, um es vollständig zu vernichten und seinen Gegner Zar Peter I. ebenfalls zum Frieden zu zwingen, wandte sich der König fortan seinem dritten Gegner, dem sächsischen Kurfürsten und König in Polen, August den Starken zu. Die militärische Entwicklung im Baltikum hielt Karl für nachrangig. Da die schwedische Hauptarmee in Polen gebunden war, mussten in Livland viel zu geringe schwedische Kräfte ein großes Territorium schützen. Aufgrund der zahlenmäßigen Überlegenheit der Russen gelang ihnen das immer weniger. Denn durch die Verlagerung der schwedischen Hauptmacht auf den polnischen Kriegsschauplatz erhöhten sich die Chancen Peters I., den Krieg zu einem günstigeren Verlauf zu führen und den gewünschten Ostseezugang für Russland zu erobern. Den Zeitgewinn durch die Abwesenheit der schwedischen Armee nutzte Zar Peter, um unter enormen Anstrengungen seine Armee wieder aufrüsten und reorganisieren zu lassen.
Als Karl XII. im Sommerfeldzug des Jahres 1702 mit der schwedischen Hauptarmee von Warschau nach Krakau marschierte und damit den baltischen Kriegsschauplatz entblößte, sah Peter I. erneut die Gelegenheit für einen Einfall nach Livland. Von Pskow aus überschritt ein 30.000 Mann starkes Heer die schwedisch-russische Grenze und erreichte am 16. Juli Erastfer. Dort befand sich bis zur Schlacht bei Erastfer Ende 1701 das schwedische Hauptquartier der livländischen Armee. Nach der schwedischen Niederlage in der Schlacht verlegten die Schweden ihr Hauptquartier nach Sagnitz.
Die russische Armee begann die Armee des Generals von Schlippenbach in ihrem Feldlager beim Gutshof Sagnitz einzukesseln. Da die Gegend keine vorteilhafte Verteidigungsposition bot, zogen sich die Schweden über den Kleinen Embach zurück. Sie zerstörten auf ihrem Rückzug alle Brücken über den Fluss und besetzten die Brücke bei Hummelshof. Der Sommer 1702 war heiß und trocken, dadurch war der Fluss an einigen Stellen ausgetrocknet. Die Infanterie und Kavallerie der Russen konnten daher den Fluss ohne Probleme im Flussbett überqueren. Dadurch konnten die russischen Truppen die Schweden verfolgen und stellen.

## Schlachtverlauf

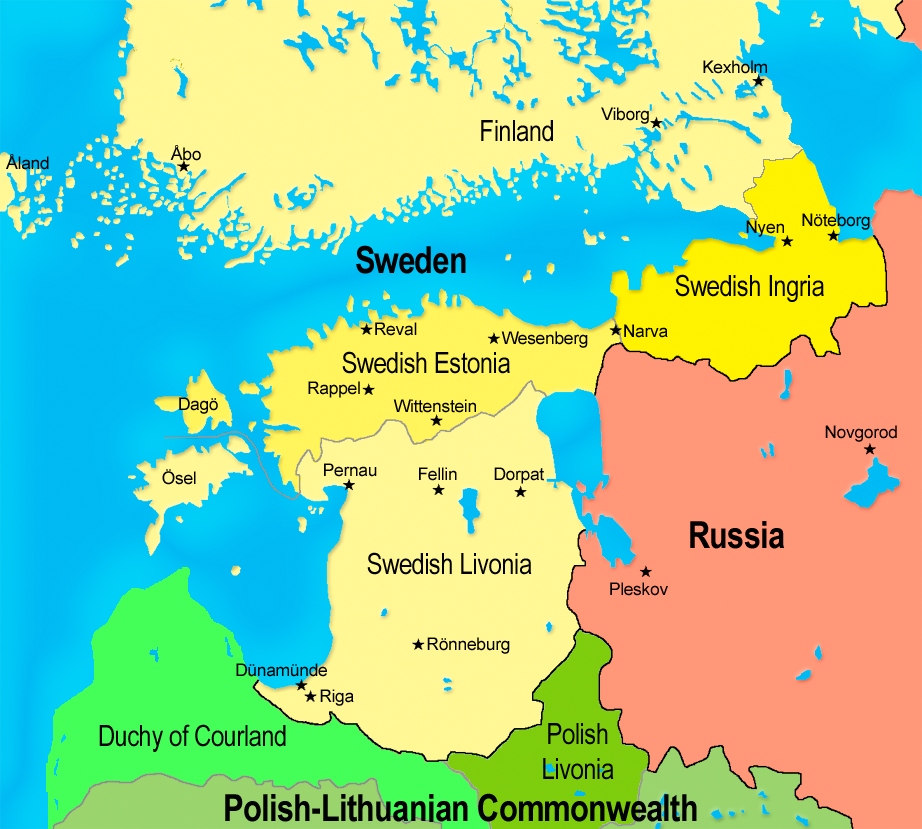
Die schwedischen Besitzungen im Baltikum

Am Morgen des 19. Juli 1702 um fünf Uhr begann der Angriff.
Die Russen wollten die Schweden zuerst umzingeln, bevor der Angriff stattfinden sollte. Diesen Umstand erkannte von Schlippenbach und stellte seine Armee auf. Die Artillerie wurde auf einer Anhöhe platziert und feuerte auf die herannahenden Russen. Durch einen schnellen Zugriff der schwedischen Kavallerie konnten sechs russische Geschütze erobert werden. Das Schlachtenglück wendete sich als plötzlich in der schwedischen Kavallerie, ähnlich wie schon in der Schlacht bei Erastfer eine Unordnung entstand, die zum chaotischen Rückzug der Reiter führte. Weder die Befehlsgewalt des Führers der Kavallerie noch sein gezieltes Feuer auf die fliehenden Reiter hielten diese davon ab, die geordneten Reihen der schwedischen Infanterie zu zerstören. Binnen kürzester Zeit waren alle bisherigen Erfolge wieder verloren.
Die russischen Truppen eroberten ihre Geschütze zurück und eroberten die der Schweden dazu. Die schwedische Reiterei verließ fluchtartig das Schlachtfeld und sammelte sich erst in Pernau an der Ostsee wieder. Die schwedische Infanterie war nun den Russen schutzlos ausgeliefert. Die Infanteristen leisteten erbitterten Widerstand und wurden fast alle getötet. Nur wenigen gelang die Flucht in die nahen Wälder. Der Kommandeur von Schlippenbach verließ unter Deckung einer kleinen zurückgekehrten Kavalleriegruppe das Schlachtfeld und zog sich ebenfalls nach Pernau zurück.

## Die Folgen

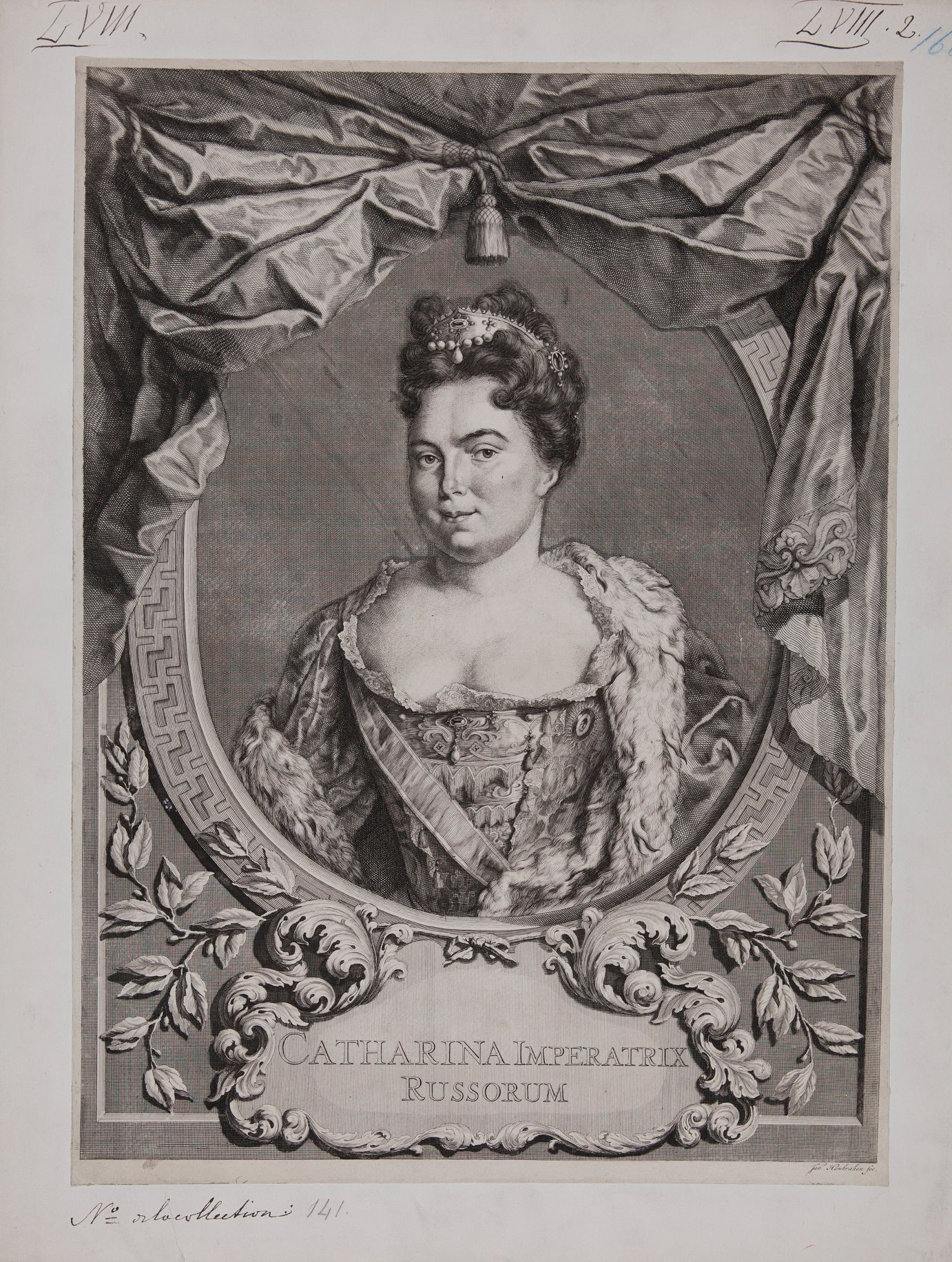
Russische Kriegsbeute: Katharina I. zweite Ehefrau von Zar Peter I. und spätere russische Kaiserin

Mit dem Rückzug der schwedischen Truppen fiel das flache Land den Russen in die Hände. Die Stadt Walk wurde niedergebrannt und ihre Einwohner nach Pskow verschleppt. Sie mussten ihrem Glauben abschwören und der Orthodoxen Kirche beitreten. Danach marschierten die Russen plündernd und brandschatzend durch das südliche schwedische Livland. Alles, was sich fortbringen ließ, wurde nach Russland gebracht. Nach zeitgenössischen schwedischen Angaben wurden mindestens 20.000 Pferde geraubt.
Der russische Feldherr ließ das Land durch Tataren und Kalmücken verwüsten, Niederlassungen zerstören und Menschen verschleppen.
Der schwedische König bekam die Nachricht der Niederlage und der Verwüstungen, nachdem er die sächsische Armee in der Schlacht bei Klissow geschlagen hatte. Er sah es aber nicht als wichtig an, von Schlippenbach einen Teil seiner Truppen zu überlassen. Der Feldzug gegen Polen war ihm wichtiger.
Die russischen Truppen griffen auch das Schloss Marienburg an. Dessen Kommandant Hauptmann Wulf verteidigte das Schloss erbittert. Als die Russen dennoch in die Mauern eindrangen, sprengte er es in die Luft. Aus der Stadt Marienburg nahmen die Russen als Kriegsbeute die Dienstmagd des deutschen Predigers Glück mit. Diese Dienstmagd ist die spätere zweite Gemahlin des russischen Zaren Peter I. und spätere russische Kaiserin Katharina I.